# خط مانرهايم
كان خط مانرهايم (بالفنلندية: Mannerheim-linja، بالسويدية: Mannerheimlinjen) عبارة عن خط دفاعي محصن في البرزخ الكاريلي، أقامته فنلندا لمواجهة الاتحاد السوفيتي. على الرغم من أنه لم يحمل اسمًا معينًا رسميًا، فقد أصبح معروفًا خلال حرب الشتاء باسم خط مانرهايم، نسبةً للقائد العام للجيش الفنلندي آنذاك المشير البارون كارل غوستاف إميل مانرهايم. تأسس الخط على مرحلتين: 1920-1924 و1932-1939. وبحلول نوفمبر 1939، عندما اندلعت حرب الشتاء، لم يكن الخط قد اكتمل على أي حال.

## كتب
- Edwards، Robert (2006). White Death: Russia's War on Finland 1939–40. London: Weidenfeld & Nicolson. ISBN:978-0-297-84630-7.{{استشهاد بكتاب}}:  صيانة الاستشهاد: ref duplicates default (link)
- Geust, Carl-Fredrik; Uitto, Antero (2006). Mannerheim-linja: Talvisodan legenda (بالفنلندية). Ajatus kirjat. ISBN:951-20-7042-1.
- Kronlund, Jarl, ed. (1988). Suomen Puolustuslaitos 1918‒1939 (بالفنلندية). WSOY, Sotatieteen Laitos. ISBN:951-0-14799-0.{{استشهاد بكتاب}}:  صيانة الاستشهاد: ref duplicates default (link)
- Manninen, Ohto (2002). Stalinin kiusa – Himmlerin täi (بالفنلندية). Helsinki: Edita. ISBN:951-37-3694-6.
- McLaughlin، Stephen (2003). Russian & Soviet Battleships. Annapolis, MD: Naval Institute Press. ISBN:1-55750-481-4.

## وصلات خارجية
- Mannerheim Line website by Bair Irincheev
- Bunkermuzeum
- History of the Mannerheim Line
- Mannerheim Line at the Northern Fortress
- University of Helsinki Mannerheim Line Archeology project with wartime images and browsable map.